# Riserva valutaria
La riserva valutaria (riserve internazionali quando si parla dell'insieme delle riserve valutarie internazionali) corrisponde ai depositi di moneta straniera controllati dalle banche centrali e dalle altre autorità monetarie che giacciono nei forzieri delle autorità competenti (BCE per l'Eurozona).
Queste riserve si compongono di diverse divise valutarie, soprattutto sono composte da euro e dollari, ma in misura minore anche da yen, sterline o franchi svizzeri. Le riserve valutarie internazionali si adoperano per dare appoggio ai passivi, per esempio, alla moneta locale emessa quando questa è a rischio di svalutazione, o alle riserve depositate dalle banche private, dal governo o dalle istituzioni finanziarie.
Esistono, inoltre, altri tipi di riserve, specialmente quelle formate dalle riserve di oro o di petrolio.

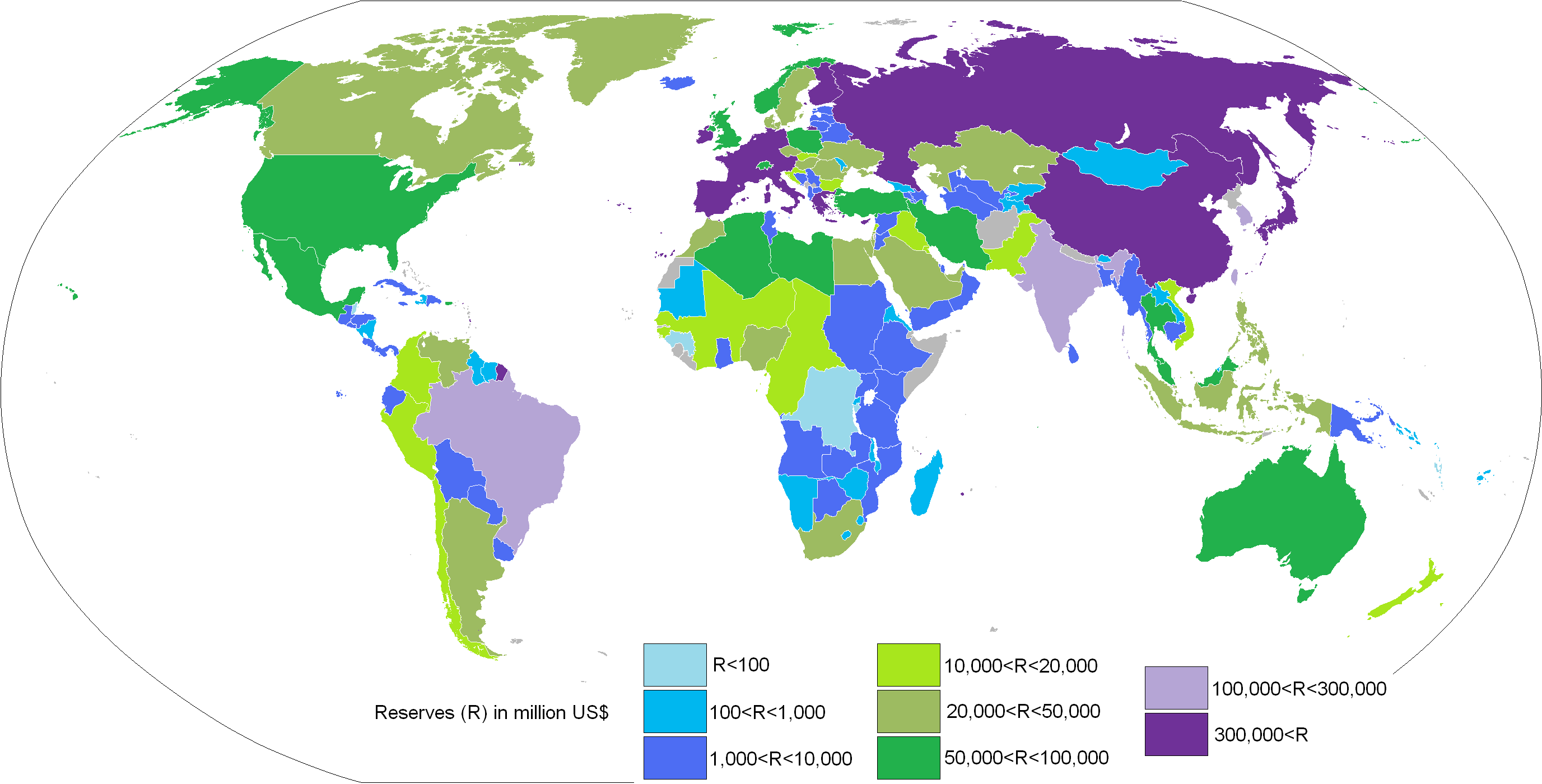
Riserve internazionali nel mondo al giugno 2007

## Quantità di riserve
Alla fine del 2008, la composizione ufficiale mondiale delle riserve di valuta straniera stoccate presso i forzieri delle autorità competenti, vedevano il dollaro con una quota del 64%, l'euro con il 26,5, la sterlina con il 4,1%, lo yen con il 3,3%, il franco svizzero con lo 0,1% ed altre valute con il 2%.
Stati con la maggior quantità di riserve monetarie internazionali nel 2008
| Posizione | Paese/Autorità monetaria | miliardi di dollari (mese/anno) | variazione rispetto al 2007 |
| --------- | ------------------------ | ------------------------------- | --------------------------- |
| 1         | Cina                     | 3356 $ (Gen 2022)               | +32.9%                      |
| 2         | Giappone                 | 1269 $ (Feb 2015)               | +8.7%                       |
| 3         | Russia                   | 630,207 $ (Gen 2022)            | Aumento                     |
| -         | Eurozona                 | 430 $ (Nov 2008)                | +16.6%                      |
| 4         | Taiwan                   | 292 $ (Gen 2009)                | +2.7%                       |
| 5         | Brasile                  | 250 $ (Jun 2010)                | Aumento                     |
| 6         | India                    | 248 $ (Mar 2009)                | +64.4%                      |
| 7         | Corea del Sud            | 206 $ (Mar 2009)                | Aumento                     |
| 8         | Hong Kong ( Cina)        | 182 $ (Gen 2009)                | +14.6%                      |
| 9         | Singapore                | 165 $ (Nov 2008)                | +19.1%                      |
| 10        | Italia                   | 142 $ (Nov 2008)                | -                           |

Gli economisti dicono che un’economia in salute necessita di riserve che coprano almeno sei mesi di importazioni, e che già una copertura di tre mesi dovrebbe essere considerata come un segnale di crisi.
|                      | 1995  | 1996  | 1997  | 1998  | 1999  | 2000  | 2001  | 2002  | 2003  | 2004  | 2005  | 2006  | 2007  | 2008  | 2009  | 2010  | 2011  | 2012  | 2013  | 2014  |
| -------------------- | ----- | ----- | ----- | ----- | ----- | ----- | ----- | ----- | ----- | ----- | ----- | ----- | ----- | ----- | ----- | ----- | ----- | ----- | ----- | ----- |
| Dollaro statunitense | 59.0% | 62.1% | 65.2% | 69.3% | 71.0% | 70.5% | 70.7% | 66.5% | 65.8% | 66.0% | 66.4% | 65.7% | 64.1% | 64.1% | 62.1% | 61.8% | 62.3% | 61.1% | 61.0% | 62.9% |
| Euro                 |       |       |       |       | 17.9% | 18.8% | 19.8% | 24.2% | 25.3% | 24.9% | 24.3% | 25.2% | 26.3% | 26.4% | 27.6% | 26.0% | 24.7% | 24.3% | 24.4% | 22.2% |
| Marco tedesco        | 15.8% | 14.7% | 14.5% | 13.8% |       |       |       |       |       |       |       |       |       |       |       |       |       |       |       |       |
| Franco francese      | 2.4%  | 1.8%  | 1.4%  | 1.6%  |       |       |       |       |       |       |       |       |       |       |       |       |       |       |       |       |
| Sterlina britannica  | 2.1%  | 2.7%  | 2.6%  | 2.7%  | 2.9%  | 2.8%  | 2.7%  | 2.9%  | 2.6%  | 3.2%  | 3.6%  | 4.2%  | 4.7%  | 4.0%  | 4.3%  | 3.9%  | 3.8%  | 4.0%  | 4.0%  | 3.8%  |
| Yen                  | 6.8%  | 6.7%  | 5.8%  | 6.2%  | 6.4%  | 6.3%  | 5.2%  | 4.5%  | 4.1%  | 3.8%  | 3.7%  | 3.2%  | 2.9%  | 3.1%  | 2.9%  | 3.7%  | 3.6%  | 4.1%  | 3.8%  | 4.0%  |
| Dollaro canadese     |       |       |       |       |       |       |       |       |       |       |       |       |       |       |       |       |       | 1.5%  | 1.8%  | 1.9%  |
| Dollaro australiano  |       |       |       |       |       |       |       |       |       |       |       |       |       |       |       |       |       | 1.5%  | 1.8%  | 1.8%  |
| Franco svizzero      | 0.3%  | 0.2%  | 0.4%  | 0.3%  | 0.2%  | 0.3%  | 0.3%  | 0.4%  | 0.2%  | 0.2%  | 0.1%  | 0.2%  | 0.2%  | 0.1%  | 0.1%  | 0.1%  | 0.1%  | 0.3%  | 0.3%  | 0.3%  |
| Altre                | 13.6% | 11.7% | 10.2% | 6.1%  | 1.6%  | 1.4%  | 1.2%  | 1.4%  | 1.9%  | 1.9%  | 1.9%  | 1.5%  | 1.8%  | 2.2%  | 3.1%  | 4.4%  | 5.4%  | 3.3%  | 2.9%  | 3.1%  |

Grafico della composizione percentuale delle principali riserve valutarie dal 1995 al 2014
Quota del totale (%)Anno50607080901001101995199920032007201120152019Dollaro statunitenseEuroMarco tedescoFranco franceseSterlinaYen giapponeseRenminbiAltroQuote delle valute di riserva globali
Quota del totale (%)Anno010203040506070801995199920032007201120152019Dollaro statunitenseEuroMarco tedescoFranco franceseSterlinaYen giapponeseRenminbiAltroQuote delle valute di riserva globali